# UCB (компанія)
UCB (фр. Union Chimique Belge) - це транснаціональна біофармацевтична компанія зі штаб-квартирою в Брюсселі, Бельгія. UCB - міжнародна компанія з доходом 5,3 млрд євро у 2023 році, яка зосереджується насамперед на дослідженнях і розробках, зокрема, ліків від епілепсії, хвороби Паркінсона та хвороби Крона. Зусилля компанії зосереджені на лікуванні важких захворювань, зокрема в галузі  розладів центральної нервової системи (ЦНС) (включаючи  епілепсію), запальні розлади (включаючи  алергію) та онкологію.
Кожні три роки компанія вручає нагороду UCB Award під патронатом бельгійського Медичного фонду королеви Єлизавети для заохочення досліджень у галузі неврології. Переможця цієї нагороди обирає незалежний науковий комітет.

## Найвідоміші препарати, розроблені в UCB
- Атаракс (гідроксизин)
- Bimzelx (бімекізумаб)
- Briviact (бриварацетам)
- Ноотропіл (пірацетам)
- Зиртек (цетиризин), безрецептурний антигістамінний препарат
- Кеппра (леветирацетам), протисудомний препарат, що використовується для лікування епілепсія
- Ксизал (левоцетиризин), неседативний антигістамінний препарат третього покоління
- Цимзія (цертолізумаб пегол), моноклональне антитіло до  фактору некрозу пухлини для лікування хвороби Крона та ревматоїдного артриту
- Нейпро (ротиготин), трансдермальний пластир для лікування хвороби Паркінсона.
- Вимпат (лакосамід), протисудомний препарат
- Атамет (леводопа/карбідопа) для лікування хвороби Паркінсона
- Найзілам (мідазолам) від судомних нападів

## Корпоративне управління
Жан-Крістоф Тельє (Jean-Christophe Tellier) став генеральним директором UCB у січні 2015 року. Він змінив на цій посаді Роша Доліве (Roch Doliveux), який був генеральним директором з 2004 року до грудня 2014 року.

## Діяльність
UCB веде діяльність у понад 40 країнах світу, де працює понад 9000 осіб. Дочірньою компанією зі спеціалізованих генериків у США була Kremers Urban Pharmaceuticals, заснована в 1904 році і розташована в Принстоні, Нью-Джерсі. У листопаді 2015 року компанія Lannett придбала Kremers за $1,23 млрд.